# Kenduadih
Kenduadih è una suddivisione dell'India, classificata come census town, di 8.354 abitanti, situata nel distretto di Dhanbad, nello stato federato del Jharkhand. In base al numero di abitanti la città rientra nella classe V (da 5.000 a 9.999 persone).

## Geografia fisica
La città è situata a 23° 46' 60 N e 86° 22' 60 E e ha un'altitudine di 195 m s.l.m..

## Società

### Evoluzione demografica
Al censimento del 2001 la popolazione di Kenduadih assommava a 8.354 persone, delle quali 4.539 maschi e 3.815 femmine. I bambini di età inferiore o uguale ai sei anni assommavano a 1.278, dei quali 651 maschi e 627 femmine. Infine, coloro che erano in grado di saper almeno leggere e scrivere erano 4.775, dei quali 3.142 maschi e 1.633 femmine.